# Biserica „Sf. Împărați Constantin și Elena” din Vânători
Biserica „Sf. Împărați Constantin și Elena” din Vânători este un monument istoric aflat pe teritoriul satului Vânători, comuna Petrăchioaia.